# Dolmen von Trillol

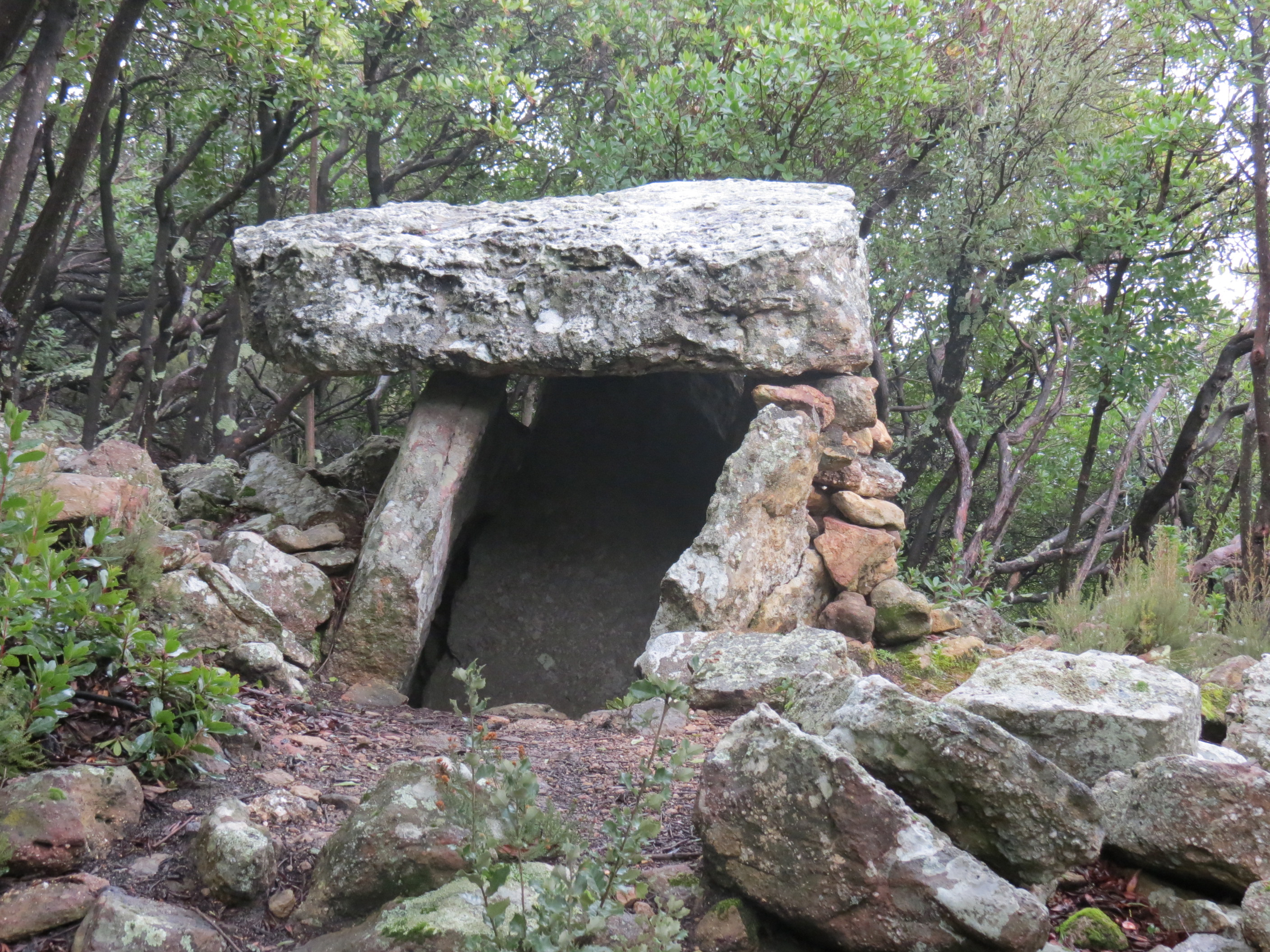
Dolmen von Trillol

Der 1922 ausgegrabene Dolmen von Trillol (auch „Cabane des Maures“ oder „Dolmen de la Falière“ genannt) liegt 800 m von Le Trillol bei Rouffiac-des-Corbières südlich von Carcassonne und Narbonne im Département Aude in Frankreich. Dolmen ist in Frankreich der Oberbegriff für neolithische Megalithanlagen aller Art (siehe: Französische Nomenklatur).
Der aus vier Reststeinen bestehende „Dolmen simple“ ist West-Ost orientiert. Der etwa quadratische 0,4 m starke Deckstein misst etwa 2,45 × 2,42 m. Die schräg stehenden Seitensteine messen etwa 1,7 × 1,7 m und 1,88 × 1,2 m. Der Endstein misst 1,75 × 0,95 m.